# Sciades atollorum
Sciades atollorum là một loài bọ cánh cứng trong họ Cerambycidae.